# Agnieszka Magdziak-Miszewska
Agnieszka Jadwiga Magdziak-Miszewska (ur. 28 lutego 1957 w Warszawie) – polska filolożka literatury polskiej, teatrolog, dziennikarka i dyplomatka, w latach 2006–2012 ambasador RP w Izraelu.

## Życiorys
Ukończyła studia w zakresie filologii polskiej na Uniwersytecie Warszawskim oraz teatrologii na Uniwersytecie Jagiellońskim.
Od 1983 związana była z redakcją miesięcznika „Więź”, gdzie w latach 1984–1989 pełniła funkcję kierownika działu, a od 1995 do 2001 zastępczyni redaktora naczelnego. W latach 1989–1991 była dyrektorem niezależnego Centrum Stosunków Międzynarodowych w Warszawie. Od 1991 pracowała w Ambasadzie RP w Moskwie na stanowisku radcy-ministra. W latach 1995–2001 ponownie związana z Centrum Stosunków Międzynarodowych jako dyrektor Programu Wschodniego oraz dyrektor programowy. Od 1995 do 1998 pełniła funkcję sekretarza rady programowej Centrum Studiów Wschodnich. Od 1998 pracowała w Kancelarii Prezesa Rady Ministrów na stanowisku doradcy, a od 2005 głównego doradcy premiera ds. stosunków polsko-żydowskich. W 2000 weszła w skład Międzynarodowej Rady Oświęcimskiej. W latach 2001–2005 zajmowała stanowisko konsula generalnego RP w Nowym Jorku. Weszła w skład rady Fundacji Auschwitz-Birkenau.
Od 16 czerwca 2006 była ambasadorem Polski w Izraelu, odwołana ze stanowiska z dniem 31 stycznia 2012.
Należy do Klubu Inteligencji Katolickiej w Warszawie i Stowarzyszenia Euroatlantyckiego. W latach 1997–2001 była przewodniczącą polskiej sekcji stowarzyszenia Women in International Security. W 2016 została członkinią rady politycznej Partii Demokratycznej – demokraci.pl i następnie powstałej z jej przekształcenia Unii Europejskich Demokratów. Jest autorką publikacji i artykułów dotyczących polityki wschodniej, problemów bezpieczeństwa i stosunków polsko-żydowskich.

## Odznaczenia
W 2012, za wybitne zasługi w służbie zagranicznej, za osiągnięcia w podejmowanej z pożytkiem dla kraju pracy zawodowej i działalności dyplomatycznej, odznaczona Krzyżem Kawalerskim Orderu Odrodzenia Polski.

## Wybrane publikacje
- Polska i Rosja. Strategiczne sprzeczności i możliwości dialogu (red.), Warszawa 1998
- Inna Białoruś. Historia, polityka, gospodarka (red.), Warszawa 1999
- Rosja 2000. Koniec i początek epoki? (red.), Warszawa 2000
- Świat po Kosowie (red.), Warszawa 2000
- Polacy i Rosjanie. 100 kluczowych pojęć (współred.), Warszawa 2002